# М-65
М-65 — советская опытная нарезная танковая пушка. Разработана в конструкторском бюро Завода №172.

## История создания
Создание новой 130-мм танковой пушки было начато совместно с началом разработок новых тяжёлых танков «Объект 277» и «Объект 770» по постановлению Совета министров СССР №1498-837 от 12 августа 1955 года. Разработка велась в СКБ-172 под руководством М. Ю. Цирульникова. Весной 1956 года был завершён технический проект, а уже к июню 1956 года начались испытания опытных образцов М-65. Работы по М-65 были остановлены в 1961 году постановлением Совета Министров СССР № 141-5 вместе с разработкой новых тяжёлых танков. Всего было выпущено не менее 10 образцов М-65.
| Модель | принята на вооружение | носители                             | скорострельность         | начальная скорость снаряда | дальность стрельбы | снаряды                                                                      | бронепробиваемость                                                        |
| ------ | --------------------- | ------------------------------------ | ------------------------ | -------------------------- | ------------------ | ---------------------------------------------------------------------------- | ------------------------------------------------------------------------- |
| M-65   | 1962-68               | Опытные танки об. 277, 278, 279, 770 | 5...7 выстрелов в минуту | (м/сек.) 1000              | (м.) н.д./1250     | индекс (вес (кг.) раздельно-гильзовое заряжание ОФ-482М (30,7) БР-482 (30,7) | (мм.) при угле встречи (град.) на дальности (м.) 280/00/2000 150/600/2000 |

## Описание конструкции
Основными составляющими М-65 являлись: ствол, эжектор и дульный тормоз. Для облегчения заряжания в пушке использовалась механизированная боеукладка с электромеханическим досылателем. Механизм вертикального наведения гидравлический и состоял из двух цилиндров, расположенных с левой и правой стороны орудия. Левый гидроцилиндр выполнял также роль гидростопора, а правый стабилизировал пушку в вертикальной плоскости. В специальной проушине правой стенки ограждения размещался электромеханический стопор, включавшийся при постановке орудия на угол заряжания. Максимальная длина отката составляла 603 мм. М-65 снабжалась стабилизатором «Гроза».

### Применяемые боеприпасы
Для стрельбы по бронированным целям применялись выстрелы 53-ВБР-482 с бронебойно-трассирующим снарядом 53-БР-482 со взрывателем ДБР и полным переменным зарядом 54-ЖН-482. По живой силе противника и небронированным целям стрельба должна была вестись выстрелами 53-ВОФ-482В с осколочно-фугасными гранатами 53-ОФ-482М со взрывателем РГМ-2 и полным переменным зарядом 54-ЖН-482 или выстрелами 53-ВОФ-482ВУ с осколочно-фугасными гранатами 53-ОФ-482М и переменным зарядом 54-Ж-482У.
В конце 1959 г. в НИИ-24 для пушки М65 был разработан бронебойный подкалиберный снаряд с отделяющимся поддоном
| Таблица бронепробиваемости для М-65 |      |      |      |
| Угол наклона, град \ Расстояние, м | 1000 | 2000 | 3000 |
| 0 | 280  | 245  | 215  |
| 30 | 240  | 206  | 175  |
| 60 | 114  | 97   | 85   |
| Данные по советской методике измерения бронепробиваемости. Следует иметь в виду, что в разное время и в разных странах использовались различные методики определения бронепробиваемости. Как следствие, прямое сравнение с аналогичными данными других орудий часто оказывается невозможным либо некорректным. |      |      |      |

## Модификации
На базе пушки М-65 была разработана её модификация, получившая внутризаводское обозначение М-65ГЛ. Основным отличием М-65ГЛ от базового образца являлся калибр 140 мм и гладкий ствол. Дульный тормоз не устанавливался, а полная длина ствола была увеличена на 1250 мм. В пушке М-65ГЛ планировалось применение оперённых подкалиберных бронебойных снарядов массой 10 кг. Пушку предполагалось устанавливать в танки Объект 278, Объект 279 и Объект 770. Кроме того, М-65ГЛ предлагалась к установке в СУ-152 «Таран» вместо пушки М-69, однако, данное предложение не получило одобрения в НИИ-24, так как изменение калибра потребовало бы перекомпоновать САУ и привело бы к сдвигу установленных на разработку сроков более чем на год.
| Таблица ТТХ пушки М-65 и М-65-ГЛ |          |            |
| Заводское обозначение орудия     | М-65     | М-65ГЛ     |
| Тип орудия                       | нарезное | гладкое    |
| Калибр орудия, мм                | 130      | 140        |
| Проектная масса орудия, кг       | 4300     | 4000       |
| Масса БС, кг                     | 33,4     | 10         |
| Начальная скорость, м/с          | 1030     | 1651       |
| Дальность прямого выстрела, м    | 1360     | около 2000 |

## Куда устанавливалась
- Объект 277 — советский опытный тяжёлый танк. Создан в конструкторском бюро Ленинградского Кировского завода;
- Объект 278 — советский опытный тяжёлый танк с газотурбинной силовой установкой. Создан в конструкторском бюро Ленинградского Кировского завода;
- Объект 279 — советский опытный четырёхгусеничный тяжёлый танк для действия на труднопроходимых территориях. Создан в конструкторском бюро Ленинградского Кировского завода;
- Объект 770 — советский опытный тяжёлый танк. Создан в конструкторском бюро Челябинского тракторного завода.

### Сноски
1. ↑  для бронебойного снаряда
2. ↑  для бронебойного подкалиберного снаряда
3. ↑  для бронебойного снаряда
4. ↑  для бронебойного подкалиберного снаряда
5. ↑  При высоте цели 2,5 м.
6. ↑  При высоте цели 2 м.